# 圣于坦
圣于坦（法語：Saint-Utin，法語發音：[sɛ̃.t‿ytɛ̃]）是法国马恩省的一个市镇，属于维特里勒弗朗索瓦区。

## 地理
圣于坦（48°33'2"N, 4°30'12"E）面积10.17 平方千米，位于法国大東部大區马恩省，该省份为法国东北部内陆省份，北起阿登省，西北接埃纳省，西南接塞纳-马恩省，南至奥布省，东南接上马恩省，东临默兹省。
与圣于坦接壤的市镇（或旧市镇、城区）包括：巴利尼库尔、帕尔莱沙旺日、圣莱热苏马尔热里、科尔贝伊、马尔热里-昂库尔。

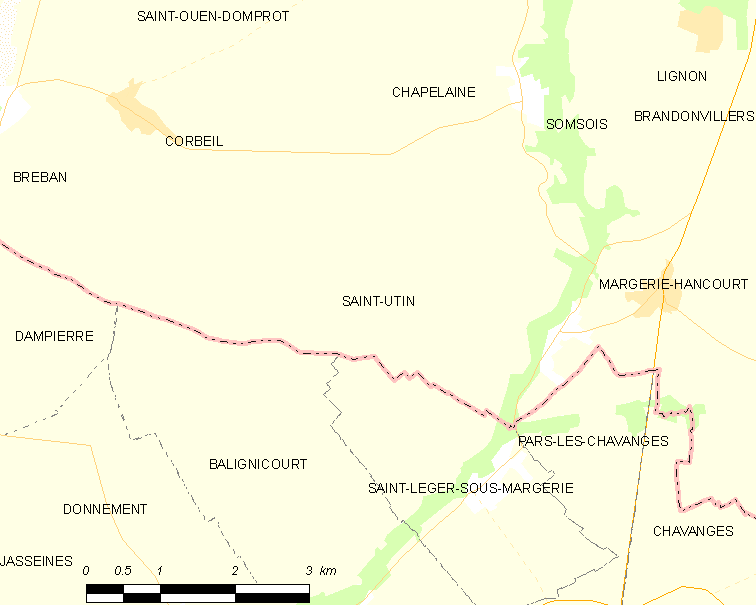
圣于坦的OSM定位图

圣于坦的时区为UTC+01:00、UTC+02:00（夏令时）。

## 行政
圣于坦的邮政编码为51290，INSEE市镇编码为51520。

## 政治
圣于坦所属的省级选区为维特里勒弗朗索瓦-香槟-代尔县。

## 人口

1962-2008年间圣于坦人口变化图示

圣于坦于2022年1月1日时的人口数量为72人。